# 合剌普华墓
合剌普华墓，位于江苏省常州市溧阳市昆仑开发区，是中华人民共和国江苏省文物保护单位之一。
2002年10月22日，授予江苏省文物保护单位，是一座古墓葬。